# 博爾馬里烏帕齊拉
博爾馬里乌帕齐拉是孟加拉国福里德布爾縣的一个乌帕齐拉，位於達卡专区的福里德布爾縣。。

## 人口
據1991年孟加拉國人口普查，博爾馬里共有戶數35,278戶，人口190159人。其中男性佔比50.63%，女性佔比49.37%；成年人口94,073人。該地7歲以上人口之平均識字率為27.0%，低於全國平均值（32.4%）。